# Osiedle Północ (Wągrowiec)
Osiedle Północ – osiedle położone w północnej części Wągrowca.